# Oscar Schmidt
Oscar Daniel Bezerra Schmidt (Natal, 16 febbraio 1958) è un ex cestista brasiliano.
Dal 2013 fa parte della Naismith Memorial Basketball Hall of Fame. Deteneva il record mondiale assoluto di punti segnati in carriera (49 973), superato da LeBron James il 22 Novembre 2024.
Alto 2,05 m per 110 kg, Oscar giocava nel ruolo di ala, guadagnandosi il soprannome di Mão Santa ("mano santa") per la sua precisione al tiro. Ha avuto una carriera agonistica lunghissima, durata 26 anni. Ha partecipato a cinque edizioni delle Olimpiadi, da Mosca 1980 a Atlanta 1996, recordman di presenze dei cestisti (assieme al portoricano Teo Cruz, all'australiano Andrew Gaze, allo spagnolo Juan Carlos Navarro, all'argentino Luis Scola ed alla statunitense Teresa Edwards). Ai Giochi detiene diversi altri record, tra i quali: totale dei punti segnati (1093); punti segnati in un solo incontro (55 vs. Spagna a Seoul nel 1988); media punti più alta in una edizione: 42,3 punti a partita (Seoul 1988, 338 punti in otto incontri). Con la nazionale brasiliana ha disputato 326 incontri (tra il 1977 e il 1996), con una media realizzativa  23,6 punti a partita.
Durante la sua carriera italiana si guadagnò il primo posto nella classifica assoluta di punti realizzati nel campionato italiano, venendo scalzato successivamente da Antonello Riva che però giocò quasi il doppio delle partite del brasiliano. Con i suoi 13 957 punti rimane comunque il giocatore straniero che segnò di più, con una media complessiva di 34,6 punti per gara e picchi di oltre 60 punti, il primo dei quali si registrò nel 1984. Analizzando i cestisti con almeno 100 presenze nel campionato italiano, è il giocatore che più volte ha superato quota 50 punti segnati in una sola gara, nello specifico 28 volte su 403 gare disputate (circa 7%), davanti ad altre due leggende come Dražen Dalipagić (15/241 pari al 6,2%) e Joe Bryant (14/247, circa il 5,7%). La Juvecaserta ritirò la sua maglia numero 18.

## Biografia
È zio di Bruno Oscar Schmidt, giocatore di beach volley di alto livello, ed è fratello del giornalista Tadeu Schmidt.
Nel 1998 tentò di farsi eleggere al senato di San Paolo correndo per i Progressisti, ma venne sconfitto da Eduardo Suplicy.
Nel 2011 venne sottoposto a un primo intervento per la rimozione di un tumore al cervello; si riprese, ma il 30 aprile 2013 dovette subire un secondo intervento all'ospedale Albert Einstein di San Paolo ed iniziare la chemioterapia, trattamentò a cui si sottopose per anni.

## Carriera
Nativo di Natal, da bambino era originariamente interessato al calcio, tuttavia venne indirizzato al basket dopo essersi trasferito a Brasilia all'età di tredici anni insieme alla sua famiglia. Qui entrò infatti a far parte dell'União Vizinhança, che sarebbe diventato di fatto il suo primo club. Sedicenne approdò invece a San Paolo per entrare a far parte delle giovanili del Palmeiras dove iniziò sin da subito a mettersi in luce. Nel 1977 fu eletto miglior centro della nazionale giovanile, e con ciò si assicurò un posto anche nella nazionale maggiore con cui un anno più tardi vinse la medaglia di bronzo ai Campionati mondiali (nella finale per il terzo posto batte proprio l'Italia con 18 punti personali). Grazie al suo rendimento, il tecnico Cláudio Mortari lo portò con sé al Sírio con cui vinse la Coppa Intercontinentale 1979 in cui i paulisti batterono, tra le altre squadre, anche la Pallacanestro Varese, oltre che i campioni d'Europa del Bosna superati grazie ai 42 punti di Oscar. Nel 1980 partecipò alle sue prime Olimpiadi, quelle di Mosca 1980, in cui aiutò i verdeoro a raggiungere il quinto posto. A livello di club, restò al Sírio fino al 1982 quando passò all'America di Rio de Janeiro per una permanenza che si rivelò però breve.

Oscar Schmidt durante il suo periodo casertano

Le partite internazionali fin lì disputate in campo internazionale alimentarono l'interesse verso di lui anche al di fuori del Brasile, così nel 1982 venne portato alla Juvecaserta dal dirigente Giancarlo Sarti su segnalazione del capo allenatore Bogdan Tanjević, il quale aveva incrociato Oscar per la prima volta tre anni prima proprio in occasione della Coppa Intercontinentale 1979, ai tempi in cui il tecnico bosniaco guidava il Bosna. A quel tempo Caserta non aveva mai raggiunto la massima serie italiana, tuttavia ci riuscì al termine della prima stagione di Oscar in Campania, che fu anche la prima disputata dal club in un nuovo impianto (l'attuale PalaMaggiò) inaugurato in autunno a torneo in corso. Fu l'inizio dell'ascesa della squadra in Serie A1. Nell'annata di esordio nel massimo campionato nazionale si impose subito come miglior realizzatore per punti totali dell'intera Serie A1 1983-1984 con 955 punti ottenuti in 34 partite, inoltre, a livello di squadra, i neopromossi campani arrivarono a giocarsi la finale di Coppa Italia 1984 che persero 80-78 a Bologna contro i padroni di casa della Virtus. Nel 1984 fu selezionato dai New Jersey Nets al sesto giro del Draft NBA 1984 con la scelta assoluta numero 131, anche se non arrivò mai a giocare nella NBA. Continuò a giocare a Caserta e nel Serie A1 1983-1984 si confermò miglior realizzatore del torneo per il secondo anno consecutivo, questa volta con 1 140 punti in 38 presenze. Questo riconoscimento gli venne attribuito anche nelle due edizioni seguenti, visto che guidò sia la classifica marcatori della Serie A1 1985-1986 (con 1 226 punti in 40 gare) che quella della Serie A1 1986-1987 (con 1 316 punti in 39 gare), laureandosi quindi capocannoniere per quattro volte di fila nei suoi primi campionati di A1. Nel frattempo la squadra aveva raggiunto due finali scudetto, entrambe perse contro l'Olimpia Milano sia nel 1985-1986 che l'anno successivo, ma si registrò anche la sconfitta nella doppia finale della Coppa Korać 1985-1986 contro la Virtus Roma. Nell'estate 1986 si verificò la partenza del tecnico Tanjević e la promozione a capo allenatore del vice Franco Marcelletti. O Rei, questo il soprannome datogli dal pubblico campano, tornò ad essere il miglior realizzatore della Serie A1 nel 1987-1988, in un'annata contrassegnata dalla conquista del primo trofeo di rilievo del palmarès casertano grazie alla finale di Coppa Italia vinta ai danni di Varese. Un anno più tardi Caserta contese al Real Madrid la Coppa delle Coppe 1988-1989 in una finale che fu teatro di un duello a distanza tra l'ala brasiliana — che realizzò 44 punti — e Dražen Petrović che invece ne mise a segno 62, tuttavia furono gli iberici a prevalere per 117-113 dopo un tempo supplementare. L'annata 1989-1990, che lo vide segnare 33,1 punti di media in regular season (miglior media del torneo) e 30,8 in sei gare dei play-off, fu l'ultima da lui trascorsa in terra campana: al termine di quel campionato, concluso con l'eliminazione alle semifinali scudetto, la Juvecaserta decise di cambiare l'assetto della squadra sacrificando Oscar e responsabilizzando maggiormente gli italiani, nel tentativo di arrivare ad un titolo finora solo sfiorato. Nella docu-serie Rai Scugnizzi per sempre, lo stesso Oscar affermò che questo parere partì dal compagno di squadra Sandro Dell'Agnello, per poi estendersi al capitano Ferdinando Gentile e successivamente anche al tecnico Franco Marcelletti e al presidente Gianfranco Maggiò (anche se va detto che poi l'anno seguente i bianconeri riuscirono effettivamente a conquistare il loro primo storico scudetto). Essendo ancora sotto contratto con Caserta, nell'estate 1990 la dirigenza preferì girare l'ala brasiliana in un altro campionato come quello di A2.

Oscar Schmidt a Pavia nel 1990

Ad aggiudicarsi le sue prestazioni fu, con un ricco contratto, la Pallacanestro Pavia allenata da Tonino Zorzi. Oscar aumentò ancora di più la propria produzione offensiva, che fu di ben 43,7 punti a partita in trenta gare di regular season e di 45,0 punti a partita nelle dieci gare del raggruppamento misto tra squadre di A1 e di A2 che consegnò la promozione nella massima serie al club lombardo. Nella stagione 1991-1992 che lo vide dunque tornare a calcare i parquet di A1, Oscar mise a segno anche il suo career high italiano, con 66 punti personali (frutto di 13/21 da due, 11/26 da tre e 7/9 ai liberi) realizzati il 30 novembre 1991 in occasione della sconfitta interna contro Torino. Oscar chiuse la regular season con 38,6 punti di media — imponenendosi nuovamente come miglior realizzatore di un'edizione dell'A1 — e i play-out con 34,9, ma la squadra pavese a fine torneo non riuscì ad evitare la retrocessione. Rimase a Pavia per un'ulteriore stagione, la sua ultima nel campionato italiano, trascorsa appunto nella Serie A2 1992-1993 sotto la guida del trentunenne nuovo capo allenatore Attilio Caja: Oscar viaggiò a 39,3 punti a partita in regular season e a 40,7 in una post-season in cui la squadra lombarda non riuscì a centrare il salto di categoria.
Dopo le undici stagioni in Italia, Oscar vestì la maglia degli spagnoli del Valladolid dal 1993 al 1995, poi tornò a giocare in Brasile dove vinse il titolo nazionale con i colori del Corinthians viaggiando a 30,9 punti di media nonostante i 38 anni di età. La sua carriera agonistica si concluse a 45 anni il 26 maggio 2003, dopo un quadriennio al Flamengo. Per l'occasione, in Italia disputò un match celebrativo organizzato appositamente per lui l'8 dicembre 2003 al PalaMaggiò di Caserta insieme ad alcuni tra i migliori giocatori italiani e stranieri dei suoi tempi, mentre il 13 dicembre in occasione dell'All-Star Game italiano a Genova sfidò il fresco vincitore della gara del tiro da tre punti Michele Mian, battendolo. Dopo il ritiro dalle gare si dedicò all'attività manageriale nell'ambito della pallacanestro brasiliana. Si fece promotore della creazione di una lega indipendente dalla federazione brasiliana, la Nossa Liga de Basquetebol ("nostra lega di pallacanestro"), che intende gestire direttamente i campionati nazionali maschili e femminile, lasciando alla federazione la gestione delle nazionali. In riconoscimento della sua sensazionale carriera, nel 2013 Schmidt venne  introdotto nella Naismith Memorial Basketball Hall of Fame. Il 18 dicembre 2016 venne inserito nell'Italia Basket Hall of Fame ed ha anche ricevuto la cittadinanza onoraria della città di Caserta.

## Palmarès

Oscar Schmidt nel 1990

### Club

#### Competizioni statali
- Campionato Paulista: 4

Palmeiras: 1974
Sìrio: 1978, 1979
Mackenzie/Microcamp: 1998
- Campionato Paulistano: 3

Palmeiras: 1974, 1975, 1976
- Campionato Carioca: 2

Flamengo: 1999, 2002

#### Competizioni nazionali
- Campionato brasiliano: 3

Palmeiras: 1977
Sìrio: 1979
Corinthians: 1996
- Coppa Italia: 1

Caserta: 1988

#### Competizioni internazionali
- Copa Interamericana de Basquete: 1

Palmeiras: 1977
- Coppa Intercontinentale: 1

Sírio: 1979
- Campeonato Sudamericano de Clubes Campeones de Básquetbol: 1

Sìrio: 1979

### Nazionale
- Giochi panamericani: 1

1987
- Campionati sudamericani maschili di pallacanestro: 3

1977, 1983, 1985
- FIBA World Cup All-Tournament Teams: 3 (record)

1978, 1986, 1990

### Individuale
- Classifica marcatori della Serie A1 italiana: 7

1983-84, 1984-85, 1985-86, 1986-87, 1988-89, 1989-90, 1991-92

#### Hall of Fame
- Membro della FIBA Hall of Fame dal 2010
- Membro della Naismith Memorial Basketball Hall of Fame dal 2013